# Schronisko na Hleviškiej planinie
Schronisko na Hleviškiej planinie (słoweń. Koča na Hleviški planini) – schronisko turystyczne tuż pod szczytem  Hleviškiej planiny, nad doliną Idriji i Nikovej. Pierwsze małe schronisko wybudowano w 1948, w 1955 zaś nowe i większe schronisko, które było później wielokrotnie modernizowane i remontowane. Schroniskiem zarządza PD (Towarzystwo Górskie) Idrija i jest czynne w soboty, niedziele i święta.

## Dostęp
- z Idriji (1,30-2h)
- z Nikovej (1.30-2h)

## Szlaki
- na szczyt Hleviškiej planiny (908 m) 15min.